# Stictonanus
Genre
Stictonanus est un genre d'araignées aranéomorphes de la famille des Linyphiidae.

## Distribution
Les espèces de ce genre se rencontrent au Chili et aux îles Malouines.

## Liste des espèces
Selon World Spider Catalog (version 24, 15/03/2023) :
- Stictonanus exiguus Millidge, 1991
- Stictonanus lafonia Lavery & Snazell, 2023
- Stictonanus paucus Millidge, 1991

## Systématique et taxinomie
Ce genre a été décrit par Millidge en 1991 dans les Linyphiidae.

## Publication originale
- Millidge, 1991 : « Further linyphiid spiders (Araneae) from South America. » Bulletin of the American Museum of Natural History, no 205, p. 1-199 (texte intégral).